# Клан Эллиот

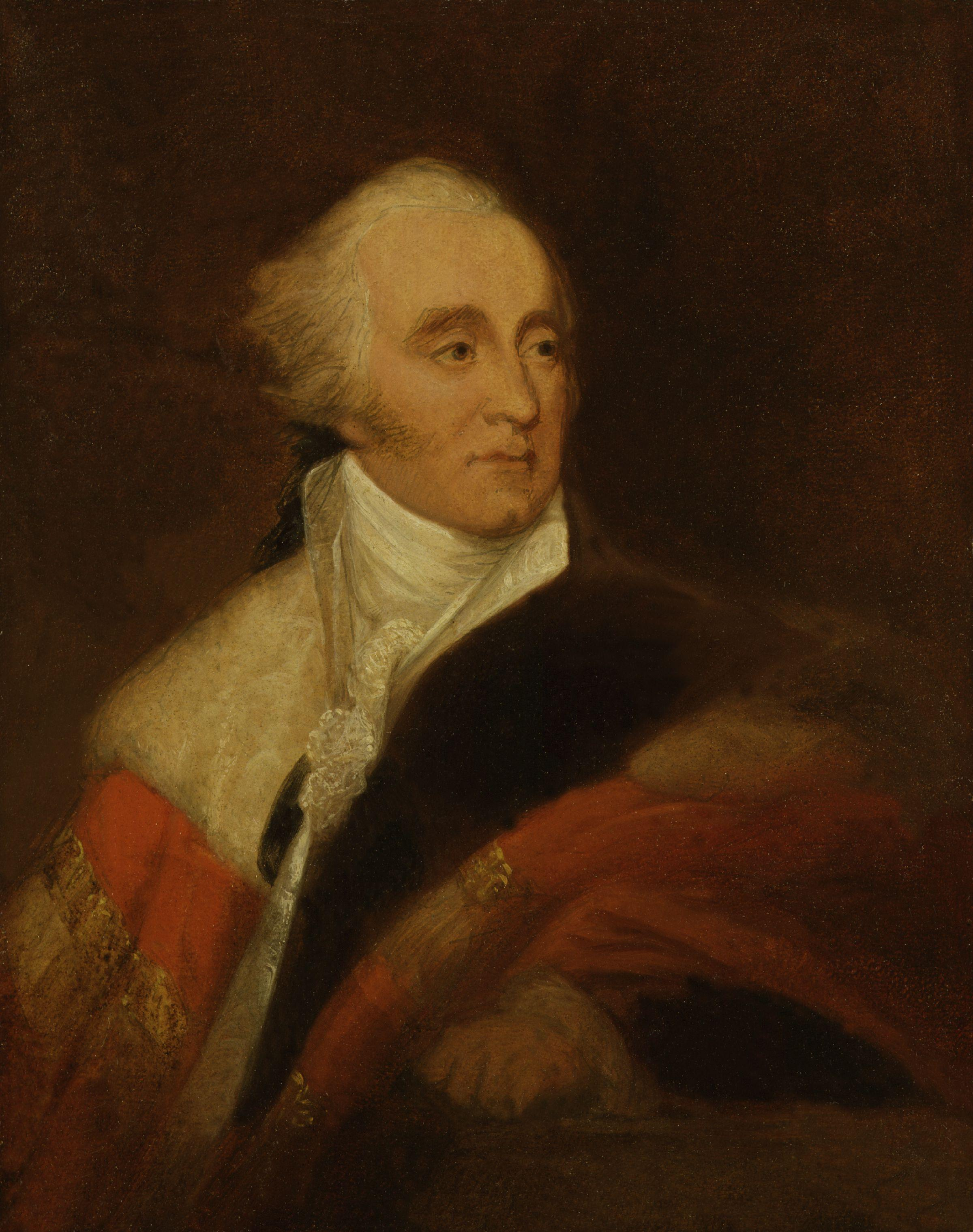
Эллиот, Гилберт, 1-й граф Минто

Клан Эллиот (шотл. — Clan Eliott, гэльск. — Clan Elloch, Clann Eloth) — один из кланов равнинной части Шотландии (Лоуленд). Жил и владел землями в Шотландском Приграничье. Люди из клана Эллиот переселялись в Ирландию.
- Девиз клана: Fortiter et recte (лат.) — «Отважно и справедливо» (With strength and right)
- Земли клана: Дамфрис-энд-Галловей
- Символ клана: белый боярышник[1]
- Песня клана: «Синие шляпы идут через границу» (автор — сэр Вальтер Скотт)
- Вождь клана: Маргарет Эллиот из Редхью (шотл. — Margaret Eliott Redheugh) — женщина на посту 29-го вождя клана Элиотт
- Резиденция вождей клана: Замок Редхью-тауэр (шотл. — Redheugh Tower)[3]
- Союзные кланы: клан Армстронг
- Враждебные кланы: клан Скотт

## Линии клана
- Эллиот из Редхью (шотл. — Eliotts Redheugh)[2] — ветвь вождя клана
- Эллиот из Минто (шотл. — Eliotts Отеле Minto)[2]
- Эллиот из Стобса (шотл. — Eliotts Stobs)[2].

## История клана Эллиот

### Происхождение клана Эллиот
Происхождение клана Эллиот остается неизвестным. Клан Эллиот внезапно появляется на исторической сцене Шотландии в конце XV века как давний отдельный клан со своими традициями, символикой и вождями. Отсутствие информации о давней историю клана Эллиот связывают с разрушением и пожаром замка Стобс в 1712 году. Все архивы и документы клана были потеряны в огне, а люди, бывшие носителями легенд и преданий, погибли или умерли.
Но согласно тем историческим преданиям, сохранившимся в давние времена, клан назывался Эллот, Элох, Эллох. Клан пришел с подножия гор Гленши в области Ангус. Во времена правления короля Роберта Брюса клан переселился в Тевиотдейл. В истории Шотландии это своего рода исключение. Дело в том, что в 1320 году Уильям де Соулис — один из сильнейших аристократов Шотландии, был признан виновным в государственной измене в отношении короля Роберта Брюса. Уильяма де Соулис был заключен в тюрьму на пожизненный срок, а его земли Лиддесдейл и его замок Эрмитаж были конфискованы и переданы внебрачному сыну Роберта Брюса. Королю нужно было, чтобы на границе с Англией, а особенно на таком стратегическом участке границы, жил верный и испытанный клан — клан Эллиот.

### XV век
Известно, что ветвь клана Эллиот из Редхью жила на этих землях как минимум с 1400 года. В документах от 1426 года известен Джон Элвейдл из Редхью. В 1476 году известен Роберт Эллиот из Редхью, 10-й вождь клана Эллиот. Роберт Эллиот построил крепкий замок на скале с видом на реку Эрмитаж-уотер в 1470 году. И это был лишь один из 100 замков, которые стояли в тех краях на границе с Англией и принадлежали кланам Эллиот и Армстронг — кланам Шотландского Пограничья, которые постоянно воевали с Англией.

### XVI век — войны кланов
Роберт Эллиот, 13-й вождь клана Эллиот, был убит во время сражения при Флоддене в 1513 году. Клан Эллиот поддержал клан Скотт из Баклю в битве при Мелроузе в 1526 году. Но в 1565 году возникла смертельная вражда между кланами Эллиот и Скотт, которые были соседями. Клан Скотт из Баклю убил четырех несовершеннолетних детей из клана Эллиот за угон скота. В ответ сотни мужчин из клана Эллиот поехали отомстить за смерть. В результате войны между кланами оба клана имели тяжелые потери, но в конце концов кланы помирились.
Произошел конфликт между кланом Эллиот и Джеймсом Хепберном, 4-м графом Ботвеллом, будущим мужем Марии Стюарт — королевы Шотландии. Перестрелка произошла возле замка Эрмитаж, граф был ранен. Осуществляя месть, в 1569 году королевская армия численностью 4000 человек опустошил земли клана Эллиот.

### XVII — XX века
В 1603 году династический союз Англии и Шотландии положил конец бесконечным взаимный рейдам на англо-шотландском пограничье. Чтобы остановить рейды и набеги, король казнил очень много людей, много людей из Пограничья переселились в Ирландию, где война продолжалась и рейдеры могли вести привычную для себя жизнь.
Роберт Эллиот из Редхью покинул земли Лиддесдейл и отправился в изгнание в Файф. В 1666 году сэр Гилберт Эллиот из Стобса получил титул баронета Новой Шотландии от короля Англии Карла II Стюарта. Он стал вождем клана Эллиот в 1673 году.
В 1764 году сэр Гилберт Эллиот, 3-й баронет Эллиот (1680—1764), отремонтировал старый замок Стобс. Его второй сын Август Эллиот (1717—1790) был награжден за героическую защиту Гибралтара в 1782 году.
Одна из ветвей клана приобрела земли Минто в 1703 году. Гилберт Эллиот-Мюррей-Кининмоунд, 1-й граф Минто (1751—1814), был политиком и дипломатом, служил на Корсике и в Вене. Он позже стал генерал-губернатором Индии (1807—1813).

### Вождь клана
Нынешним вождем клана Эллиот является женщина — Маргарет Франсес Босуэлл Элиотт из Редхью (род. 13 ноября 1948), 29-й вождь клана. Она является дочерью сэра Артура Эллиота, 11-го баронета Эллиота и 28-го вождя клана Эллиот (1915—1989). Согласно традициям клана, женщина может быть вождем клана, но не может унаследовать титул баронета.

### Замки клана Эллиот
- Замок Редхью-тауэр (шотл. — Redheugh Tower) — историческая резиденция вождей клана Эллиот.
- Замок Минто-хаус (шотл. — Отеле minto House) — был резиденцией графов Минто, в настоящее время снесен[2].
- Замок Стобс-тауэр (шотл. — Stobs Tower) — резиденция вождей ветви Эллиот из Стобса[2].